# Quincy Adams Gillmore

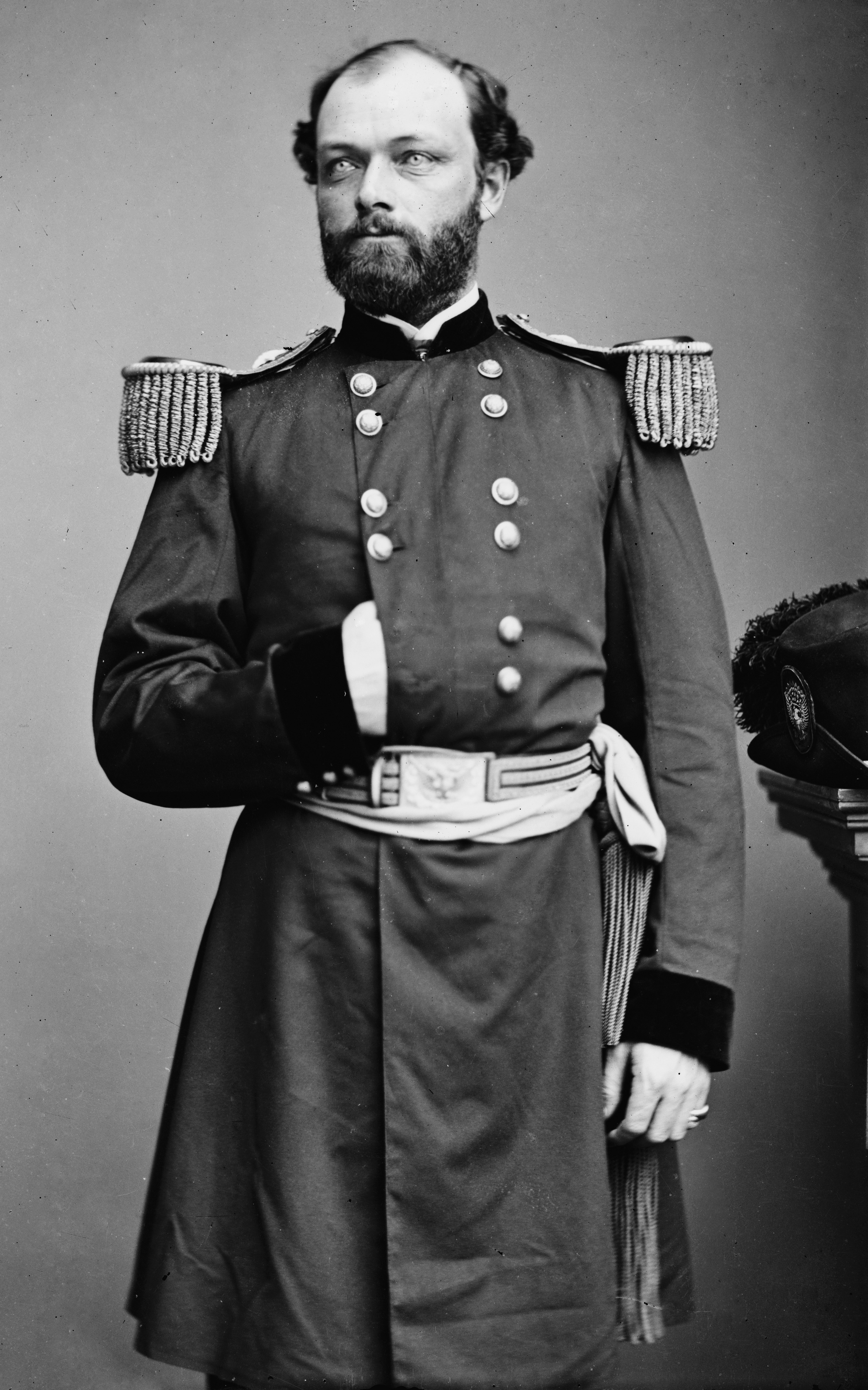
Quincy A. Gillmore

Quincy Adams Gillmore (* 25. Februar 1825 in Lorain (Ohio) (früher Black River); † 11. April 1888 in Brooklyn, New York) war ein Generalmajor der Nordstaaten und während des Sezessionskrieges Kommandierender General eines Armeekorps an den Küsten von South Carolina und Virginia. Sein technisches Wissen im Belagerungs- und Festungskrieg sowie im Artilleriewesen machte ihn während des amerikanischen Bürgerkrieges bekannt.

## Leben

### Frühe Zeit
Gillmore wurde von seinen Eltern nach Präsident John Quincy Adams benannt und machte 1849 seinen Abschluss in der Militärakademie von West Point. Gillmore wurde zum Corps of Engineers kommandiert und arbeitete in Virginia an den Küstenbefestigungen von Hampton Roads.

### Im Bürgerkrieg
Zu Beginn des Bürgerkriegs diente Gillmore 1861 im Stab von General Thomas West Sherman und begleitete ihn bei der Eroberung von Port Royal, South Carolina (3. bis 7. November 1861). Danach erhielt Gillmore ein selbständiges Kommando: er betrieb die Belagerung von Fort Pulaski, einer Küstenfestung auf Tybee Island, nahe Savannah, Georgia. Gillmore setzte erstmals die schwere Artillerie in Masse ein, um eine Festung auf großer Entfernung zu zernieren. Das Fort ergab sich, nachdem annähernd 5000 Granaten seine Mauern zermürbt hatten. Gillmores Triumph gegen Fort Pulaski brachte ihn nicht nur den Rang des Brigadegenerals, sondern 1862 auch das Kommando des Wehrbereichs Süd (Department of the South) ein, zu dem auch South Carolina gehörte. Gillmore setzte 1863 sowohl Armeetruppen als auch die Marine in engen Zusammenwirken zum Angriff auf Charleston ein. Gillmore befehligte dabei den Landabschnitt der Unionsarmee auf Morris Island. Die ersten Frontalangriffe der Infanterie gegen die Batterien von Fort Wagner konnten die Konföderierten nicht verdrängen, wofür das 54. Massachusetts-Infanterieregiment, ein Regiment von Afroamerikanern, die wie gesetzlich vorgeschrieben von weißen Offizieren geführt wurden, mit Tausenden von Opfern bezahlen mussten (11. und 18. Juli 1863). Die Union erkannte die Nutzlosigkeit weiterer Angriffe an, hob Gräben aus und zog die schwere Artillerie näher an die Positionen der Konföderierten heran, wodurch das Feuer die Batterie Wagner erschütterte. Die Kampagne auf Morris Island war ein Vorbote der Schrecken moderner Kriege wie des Ersten Weltkriegs, bei denen Luftaufklärung durch Luftballons, Kalziumlichter die nächtliche Bombardierungen erlaubten und bereits Drahthindernisse und Schnellfeuerwaffen, wie die Billinghurst-Requa Kanone eingesetzt wurden. Anfang September 1863 räumten die Konföderierten Morris Island. Damit stockte aber die Dynamik der Kampagne, denn die Union nutzte Morris Island nicht als Sprungbrett, um den Hafen von Charleston, South Carolina zu erobern.
Im Februar 1864 sandte Gillmore Truppen unter General Truman Seymour nach Florida. Trotz des Befehls von Gillmore, nicht in das Landesinnere vorzudringen, rückte General Seymour in Richtung Tallahassee, der Hauptstadt vor und führte die Schlacht von Olustee durch, die zu einer Niederlage der Union wurde. Gillmore setzte währenddessen auf Morris Island Geschützartillerie ein, um Fort Sumter und Charleston zu bombardieren, was den Protest des konföderierten Generals Beauregard auslöste. Gillmore erhielt die zweifelhafte Auszeichnung, einer der ersten Militärkommandanten zu sein, die massives Artilleriefeuer auf ein ziviles Zentrum richteten.

### Korpskommandant
Im Mai 1864 wurde das Korps General Gillmores zur James-Armee nach in Virginia verschifft und kämpfte unter General Benjamin F. Butler beim gescheiterten Bermuda Hundred-Feldzug. Gillmore spielte eine Hauptrolle in der katastrophalen Aktion von Drewry's Bluff. Wegen der Schuld an dieser Niederlage hatte Gillmore sich öffentlich mit seinem Vorgesetzten Benjamin F. Butler gestritten und sogar um Versetzung nach Washington, DC gebeten. Im Juli 1864 half Gillmore bei der Organisation einer Truppe von 20.000 Invaliden und Rekruten um die Hauptstadt vor einer Bedrohung durch 10.000 Konföderierte unter Jubal A. Early zu schützen, der die äußere Verteidigungslinien von Washington erreicht hatte. In dieser Zeit wurden Verstärkungen von der Golfküste nach Osten verlagert, und Gillmore erhielt das Kommando über das XIX. Korps übertragen, das nach der Schlacht von Fort Stevens (11./12. Juli 1864) schnell zur Verteidigung der Hauptstadt umgeleitet worden war. 1865 wurde das Korps dann durch die Marine nach Savannah gebracht, um General W. T. Shermann zu unterstützen.

### Nach dem Krieg
Gillmore kehrte nach dem Krieg nach New York City zurück. Dort arbeitete er als ziviler Bauingenieur und verfasste mehrere Bücher und Artikel über neue Baumaterialien, einschließlich Zement. Gillmore war Mitglied der Rapid Transit Commission der Stadt, die Hochzüge und öffentliche Massenverkehrsmittel plante und leitete Bemühungen zur Verbesserung der Hafen- und Küstenverteidigung von New York. Gillmore war auch am Wiederaufbau von Befestigungen entlang der Atlantikküste beteiligt, einschließlich einiger, an deren Zerstörung er während des Krieges selber beteiligt war.
Nachdem Gillmores erste Frau gestorben war, heiratete er 1876 die Witwe des ehemaligen Generalkonföderierten Braxton Bragg, der in New Orleans gestorben war. General Gillmore starb im Alter von 63 Jahren in New York und wurde auf den Cemetery von West Point beigesetzt. Sein Sohn und sein Enkel wurden beide auch Quincy Gillmore genannt und waren ebenfalls Generäle der US-Armee.